# Schadenfreude

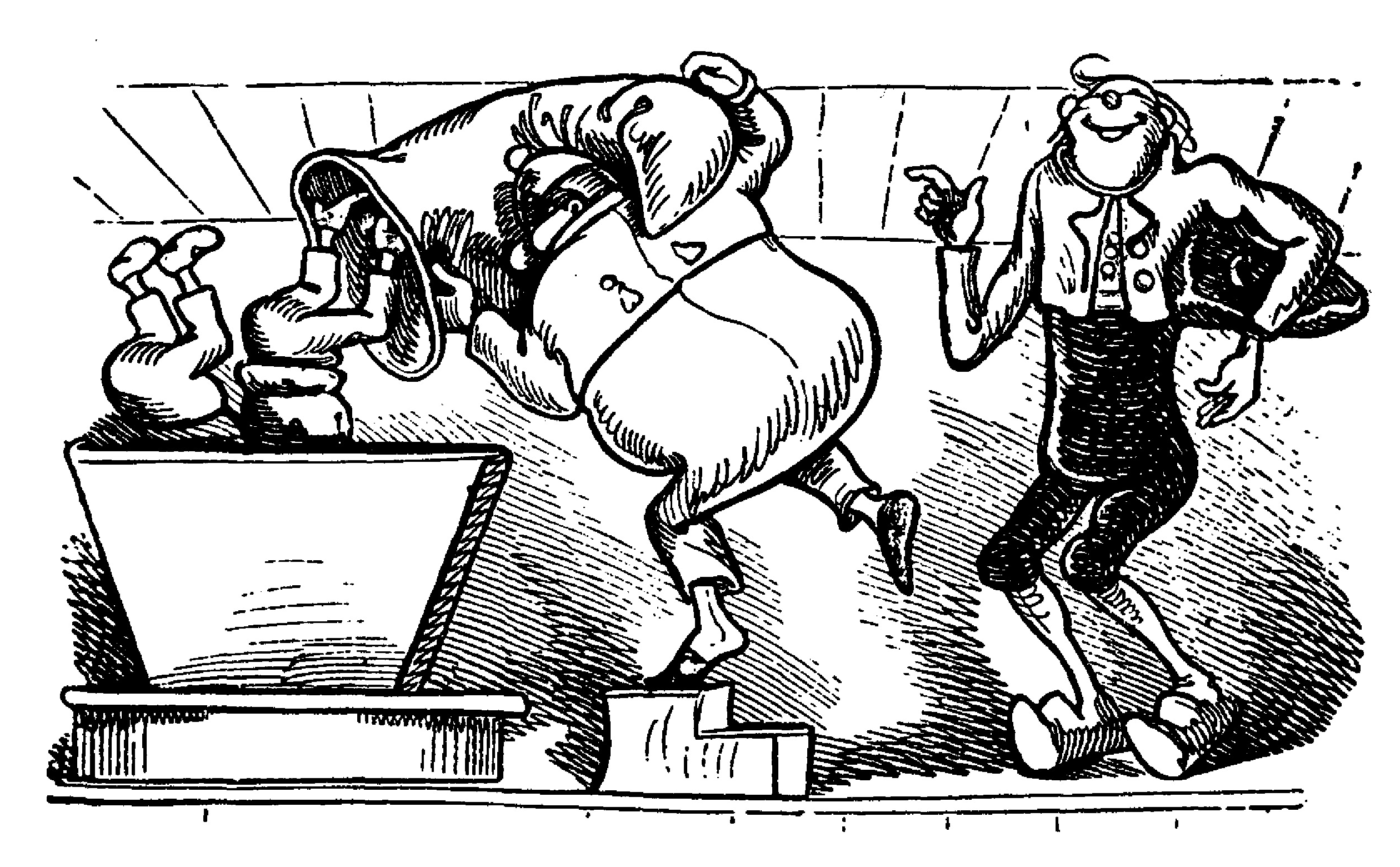
Image tirée du livre Max et Moritz (1865) illustrant cette expression.

La Schadenfreude (/ˈʃaːdn̩ˌfʁɔʏ̯də/)  est une expression allemande signifiant la « joie malsaine » ou la « joie maligne » que l'on éprouve en observant le malheur d'autrui.
Les termes schaden et freude signifient littéralement la « joie [du] dommage ». Cette expression se traduit en français sous forme verbale par : « se réjouir du malheur d'autrui » ou « éprouver un malin plaisir à ».

## Étymologie
Il s'agit d'un nom composé allemand, de Schaden (« faire du mal », « blesser » pour le verbe, mais aussi « dégât » ou « dommage » pour le nom) et de Freude (« joie »).
En allemand, le mot a toujours une connotation péjorative.

## Signification
Ce sentiment s'apparente au sadisme, mais il est passif dans le sens où le spectateur ne prend pas une part active à l'accomplissement du malheur. C'est ce sentiment qui est exploité par des émissions de télévision où des gens sont filmés faisant des chutes, entraînant des rires chez le spectateur.
Le concept bouddhiste de mudita, « joie sympathique » ou « réjouissance du bonheur des autres », est parfois donné comme antonyme de Schadenfreude,.
On peut également considérer l'envie, c'est-à-dire le « ressentiment face au bonheur d'autrui » comme une forme de contraire de la Schadenfreude. Pour compléter le carré, on peut considérer comme antonyme à la Schadenfreude le « déplaisir du malheur des autres », c'est-à-dire la pitié ou la compassion.

## Citations
« S'il [l'homme] a des raisons momentanées pour être heureux lui-même, il n'en accumule pas moins les malheurs du prochain, comme un capital dans sa mémoire, pour le faire valoir dès que sur lui aussi le malheur se met à fondre : c'est là également une façon d'avoir une « joie maligne » (« Schadenfreude »). »

— Nietzsche, Humain trop humain, Le voyageur et son ombre, § 27.

« Toutefois, ressentir de l’envie, cela est d’un homme ; jouir d’une joie méchante, cela est d’un démon. Pas d’indice plus infaillible d’un cœur décidément mauvais, d’une profonde corruption morale, que le fait d’avoir une seule fois savouré paisiblement, de toute son âme, une telle joie. »

— Schopenhauer, Le fondement de la morale, § 114.
Un exemple remarquable de Schadenfreude est donné par une chanson de Jean Villard Gilles, C'est un rien mais qui fait plaisir :

« Les couplets sont autant de saynètes mordantes où le protagoniste est en butte à la « joie méchante » de son entourage, qu'il s'agisse du jeune époux très en vue dans la bonne société, cocufié sans trêve ni merci après seulement six mois de mariage, de la vamp bourgeoise qui aguiche le mari de sa meilleure amie en exhibant un décolleté vertigineux autant qu'affriolant… où le valet déverse par inadvertance le contenu d'une soupière de potage, provoquant un irrépressible cri de joie de sa rivale ou encore le vieillard quasi centenaire qui se réjouit méchamment de voir mourir son « jeune vieil ami » Tartempion (qui n'est que nonagénaire) mais qui avait la prétention de vouloir lui survivre… »